# Mangunsari (Gunung Pati)
Mangunsari is een bestuurslaag in het regentschap Semarang van de provincie Midden-Java, Indonesië. Mangunsari telt 4020 inwoners (volkstelling 2010).